# مزرعة عين قنيا
مزرعة عين قنيا هي إحدى القرى اللبنانية من قرى قضاء راشيا في محافظة البقاع.
وهي تابعة عقاريا لبلدة مدوخا في قضاء راشيا.